# 湄公河三角洲

九龙江三角洲在越南的位置

湄公河三角洲（越南语：／?，即九龍瀧平垌、九龍江平原），越南的一个地区，在九龍江（湄公河入海段）附近和注入海洋的地区6条支流形成河网。湄公河三角洲地区包括越南南部的一大部分，面积有39,000 km² 。

## 政区
湄公河三角洲包括芹苴市、安江省、同塔省、西寧省、永隆省、金瓯省6个省市。

## 越南战争
在越南战争期间，越共游击队和美國駐越海軍都於此區派遣舟艇部隊，在湄公河三角洲地区沿河作战，是為「棕水海軍」作戰史的典型範例。

## 領土爭議
歷史上這裡曾經屬於柬埔寨，後來在越南的「南進」中被越南逐步佔領。柬埔寨人至今仍認為此地是被越南人侵佔的領土。1970年代中期，紅色高棉治下的民主柬埔寨要求越南交歸還湄公河三角洲，成为柬越战争爆发的导火索之一。

## 经济
该地区拥有大片水稻田，附近的农田极其肥沃。水稻在這里兩年可得七次收成。

## 人口
湄公河三角洲地区的居民現在以京族为主，少数高棉人原住民族主要聚居在茶荣省、朔莊省和安江省。在堅江省和茶荣省还有相当规模的华人，部分可溯至明末清初由鄚玖招募移居。